# کادمیم سولفید
کادمیم سولفید (به انگلیسی: Cadmium sulfide) یک ترکیب شیمیایی است. شکل ظاهری این ترکیب، جامد زرد-نارنجی. است.